# Castel Gabbiano
Castel Gabbiano es una localidad y comune italiana de la provincia de Cremona, región de Lombardía, con 478 habitantes.

## Evolución demográfica
| Gráfica de evolución demográfica de Castel Gabbiano entre 1861 y 2001 |
|                                                                       |
| Fuente ISTAT - elaboración gráfica de Wikipedia                       |